# NGC 6841
NGC 6841 é uma galáxia elíptica (E) localizada na direcção da constelação de Sagittarius. Possui uma declinação de -31° 48' 39" e uma ascensão recta de 19 horas, 57 minutos e 49,1 segundos.
A galáxia NGC 6841 foi descoberta em 28 de Setembro de 1834 por John Herschel.